# Мемориал Таля 2013
Мемориал Таля 2013 — шахматный турнир наивысшей (XXII) категории, проходивший с 12 по 23 июня 2013 года в Москве, в Центре новых технологий Digital October. Победителем турнира стал Борис Гельфанд (), второе место занял Магнус Карлсен (), третьим был Фабиано Каруана ()

## Перед турниром
Вице-президент Шахматной федерации Москвы Сергей Смагин, отметив, что состав турнира «очень сильный и интересный», выделил четырёх фаворитов:
…лидера мирового рейтинга Магнуса Карлсена, Владимира Крамника, который с удовольствием играет в мемориале Таля, Вишванатана Ананда, если у него пойдет игра — а в Москве он обычно играет очень хорошо, и Сергея Карякина, у которого сильнейшая мотивация выступить успешно
Эксперт газеты «Спорт-Экспресс» Юрий Васильев считает основными фаворитами Карлсена, Крамника, Карякина и Каруану: Магнус Карлсен незадолго до этого уступил Карякину первое место в супертурнире в Ставангере (Норвегия) и поэтому, скорее всего, имеет желание отыграться; Владимир Крамник дважды (как и Карлсен) уже выигрывал это соревнование, а Фабиано Каруана демонстрирует очень большой прогресс. Также он отметил, что действующий чемпион мира Вишванатан Ананд имеет мало шансов на победу в турнире:
О турнирных шансах чемпиона мира Ананда давно уже никто всерьёз не рассуждает. Виши, как зовёт его шахматный мир, исправно принимает приглашения на турниры, подкреплённые солидными стартовыми гонорарами, он может порою даже слегка напрячься и выиграть одну или две партии. Но может и все 9 партий завершить вничью, как это было на Мемориале Таля в 2011 году. Последнее время, увы, Ананд практически всегда играет вполсилы, сохраняя вторую половину этой самой силы для главного дела в жизни — сохранения мировой шахматной короны на своей голове.
Председатель правления Российской шахматной федерации Илья Левитов рассказал, что основной особенностью этого турнира стал его обновлённый формат. Всё помещение, отведённое под соревнования, разбито на два зала. В первом из них проходят сами партии. Во втором зале проводится прямая видеотрансляция очередного тура в формате высокой чёткости с комментариями известных российских шахматных экспертов в интерактивном режиме (зрители могут задавать вопросы непосредственно комментаторам). В разные дни комментаторами были Александр Грищук, Пётр Свидлер, Сергей Рублёвский и Сергей Шипов.

## Регламент проведения турнира

### Сроки проведения
Турнир проводился с 12 (церемония открытия) по 24 июня (отъезд участников) 2013 года в Центре новых технологий Digital October. Игровые дни — все дни с 13 по 23 июня, кроме 16 и 20.

### Организаторы
Общее руководство осуществляла Российская шахматная федерация (РШФ), непосредственное проведение турнира — организационный комитет и судейская коллегия. Главный судья соревнований — международный арбитр Анджей Филипович (Польша). Директор турнира — Илья Левитов.

### Система проведения
Турнир проводится по круговой системе в 9 туров в соответствии с правилами ФИДЕ. Контроль времени: 1 час 40 минут на 40 ходов + 50 минут на 20 ходов + 15 минут до конца партии с добавлением 30 секунд к каждому ходу, начиная с первого.

### Участники
В турнире приняло участие 10 шахматистов:
- Магнус Карлсен (Норвегия, 2868)
- Владимир Крамник (Россия, 2811)
- Вишванатан Ананд (Индия, 2783)
- Хикару Накамура (США, 2775)
- Фабиано Каруана (Италия, 2774)
- Сергей Карякин (Россия, 2767)
- Александр Морозевич (Россия, 2760)
- Борис Гельфанд (Израиль, 2744)
- Шахрияр Мамедьяров (Азербайджан, 2726)
- Дмитрий Андрейкин (Россия, 2724)

Жеребьёвка прошла в рамках церемонии открытия в виде блиц-турнира, победу в котором одержал Хикару Накамура (7 очков), второе место занял Вишванатан Ананд (6½ очков), третье — Владимир Крамник (5½). Игрокам запрещено вступать в переговоры о ничьей до 40 хода, все непроигравшие участники обязаны комментировать свои партии в пресс-центре после каждого тура.

### Определение победителей
В случае равенства очков победитель определяется по следующим дополнительным показателям:
- Наибольшее количество партий чёрным цветом;
- Наибольшее количество побед;
- Результат личной встречи;
- Коэффициент Койя;
- Коэффициент Бергера.

### Призовой фонд
| Место | Приз в € |
| ----- | -------- |
| 1     | 30 000   |
| 2     | 20 000   |
| 3     | 15 000   |
| 4     | 10 000   |
| 5     | 8 000    |
| 6     | 6 000    |
| 7     | 4 000    |
| 8     | 3 000    |
| 9     | 2 500    |
| 10    | 1 500    |

## Таблица[8]
| №  | Участник            | Страна      | 1 | 2 | 3 | 4 | 5 | 6 | 7 | 8 | 9 | 10 | + | − | = | Очки | Место |
| -- | ------------------- | ----------- | - | - | - | - | - | - | - | - | - | -- | - | - | - | ---- | ----- |
| 1  | Дмитрий Андрейкин   | Россия      |   | ½ | ½ | ½ | ½ | ½ | 1 | ½ | ½ | ½  | 1 | 0 | 8 | 5    | 5     |
| 2  | Вишванатан Ананд    | Индия       | ½ |   | ½ | 0 | 0 | ½ | ½ | ½ | 0 | 1  | 1 | 3 | 5 | 3½   | 9     |
| 3  | Борис Гельфанд      | Израиль     | ½ | ½ |   | ½ | 1 | ½ | ½ | ½ | 1 | 1  | 3 | 0 | 6 | 6    | 1     |
| 4  | Магнус Карлсен      | Норвегия    | ½ | 1 | ½ |   | 1 | ½ | 1 | ½ | 0 | ½  | 3 | 1 | 5 | 5½   | 2     |
| 5  | Хикару Накамура     | США         | ½ | 1 | 0 | 0 |   | 0 | 1 | 1 | 1 | 0  | 4 | 4 | 1 | 4½   | 6     |
| 6  | Шахрияр Мамедьяров  | Азербайджан | ½ | ½ | ½ | ½ | 1 |   | ½ | ½ | ½ | ½  | 1 | 0 | 8 | 5    | 4     |
| 7  | Владимир Крамник    | Россия      | 0 | ½ | ½ | 0 | 0 | ½ |   | ½ | ½ | ½  | 0 | 3 | 6 | 3    | 10    |
| 8  | Сергей Карякин      | Россия      | ½ | ½ | ½ | ½ | 0 | ½ | ½ |   | ½ | ½  | 0 | 1 | 8 | 4    | 7     |
| 9  | Фабиано Каруана     | Италия      | ½ | 1 | 0 | 1 | 0 | ½ | ½ | ½ |   | 1  | 3 | 2 | 4 | 5    | 3     |
| 10 | Александр Морозевич | Россия      | ½ | 0 | 0 | ½ | 1 | ½ | ½ | ½ | 0 |    | 1 | 3 | 5 | 3½   | 8     |